# هنريك أريكسون (رياضي)
هنريك أريكسون (بالسويدية: Henrik Eriksson)‏ (و. 1974  م) هو رياضي، ومتزحلق سويدي، ولد في السويد.

## روابط خارجية
- هنريك أريكسون على موقع الاتحاد الدولي للتزلج (التزلج الريفي) (الإنجليزية)